# Jan Łasicki
Jan Łasicki (in latino Johannis Lasitii o Lasicius; 1534 – 1602) è stato uno storico e teologo polacco.
Dopo aver frequentato l'Università di Lipsia, viaggiò molto nell'Europa occidentale dal 1556 al 1581.
Intorno al 1557 si convertì al calvinismo, diventando un membro dei Moraviani dopo il 1567. Morì nel 1602 a Zasłaŭje.

## Opere
Lo scritto principale realizzato da Łasicki fu l'Historia de origine et rebus gestis fratrum Bohemicorum in otto volumi. Ad oggi ne è sopravvissuto solo uno, che tratta dei costumi e dell'organizzazione dei Fratelli boemi, pubblicato per la prima volta nel 1660. Tra le sue altre opere si riscontra la Historia de ingressu Polonorum in Valachiam cum Bogdano (1584) sull'invasione polacca della Valacchia. L'opera fu tradotta dal latino al polacco da Władysław Syrokomla nel 1855. Le 18 pagine Riguardo alle divinità dei Samogiti, altri Sarmati e falsi cristiani (De diis Samagitarum caeterorumque Sarmatarum et falsorum Christianorum, scritto nel 1582 circa e pubblicato nel 1615) fornisce un elenco degli dèi lituani ed è una risorsa importante nello studio della mitologia lituana.